# Die Toten vom Bodensee – Nemesis
Die Toten vom Bodensee – Nemesis ist ein deutsch-österreichischer ORF/ZDF-Fernsehfilm von Michael Schneider aus dem Jahr 2023. Dies ist der 16. Teil der Krimiserie Die Toten vom Bodensee. Anstelle von Nora Waldstätten als Hannah Zeiler ermittelt erstmals Alina Fritsch als Abteilungsinspektorin Luisa Hoffmann.

## Handlung
Hannah Zeiler ist aus ihrem Motorradurlaub in den Bergen noch nicht zurückgekehrt. Daher muss Micha Oberländer aus Lindau statt ihrer gemeinsam mit der aus Wien stammenden Abteilungsinspektorin Luisa Hoffmann ermitteln. Sie hatte sich nach Bregenz versetzen lassen. In ihrer Personalakte findet sich ein Sperrvermerk vor sechs Jahren. Oberländer hält sie aufgrund ihrer Akte für überqualifiziert.
Im Wald in der Nähe des Bodensees wird ein Mann ermordet aufgefunden. Bei dem Toten handelt es sich um den Obdachlosen Martin Koschnik, der vorbestraft war, in Jugendhaft gesessen und in einem Bauwagen geschlafen hatte. Dort werden Fotos von Prof. Dr. Robert Lambeck und dessen Familie gefunden. Auf den Fotos wurden jedem einzelnen Familienangehörigen die Augen ausgestochen. Der Neuropsychiater Lambeck leitet die Psychiatrische Klinik am Bodensee und arbeitet als Gutachter bei Strafrechtsprozessen. Er gibt an, den Toten nicht gekannt zu haben, genauso wenig wie seine Frau Susan und die gemeinsame Tochter Clara.
Theresa „Trischa“ Neubauer dürfte die Ermittler im Wald beobachtet haben; es gelingt ihr allerdings die Flucht. Unklar ist, warum der Tote Familie Lambeck fotografiert hatte, wofür er sich an der Familie rächen wollte und ob er einen Komplizen hatte, etwa jemand, der aufgrund eines Gutachtens von Prof. Lambeck verurteilt wurde. Fraglich ist auch, ob es sich bei Trischa um eine Zeugin handelt, von ihr eine Bedrohung für Familie Lambeck ausgeht oder ob es sich um ein mögliches nächstes Opfer handelt. Bei der Obduktion findet sich DNA unter den Fingernägeln des Toten, die von einem Mann stammt. Damit kommt Trischa als Täterin nicht in Frage. Vermutlich hatte sie Angst, wieder ins Heim zu müssen, und ist deshalb vor der Polizei geflohen.
In der Unterkunft von Koschnik finden die Ermittler Bargeld, möglicherweise hatte er Prof. Lambeck erpresst. Lambeck gibt an, zur Tatzeit in der Klinik gewesen zu sein. Aus der Klinik wird ein Flüchtiger gemeldet, dabei handelt es sich um Richard „Rocco“ Mendig. Hendrik Berger meldet seine Tochter Stella als vermisst, die bald darauf tot aufgefunden wird. Stella war wegen Depressionen und Angststörungen in ambulanter Behandlung bei Prof. Lambeck. Oberländer kennt Hendrik Berger von früher; er war Polizist in Lindau und ging nach dem Suizid seiner ebenfalls depressiven Frau in den Ruhestand. Rocco wird von der Polizei aufgegriffen, laut ihm soll die Stimme des Teufels auf deren Handy Stella in den Suizid getrieben haben. Rocco gelingt es, sich eine Waffe der Polizei anzueignen, Hoffmann kann ihn aber entwaffnen.
Stella Berger hatte Prof. Lambeck Nacktfotos geschickt; Lambeck dürfte mit seiner Patientin eine Affäre gehabt haben. Hoffmann vermutet, dass Koschnik ihn deswegen erpresst hatte; nachdem Lambeck nicht mehr zahlen wollte, soll er Koschnik ermordet haben. Lambeck soll Berger durch seine Anrufe in den Suizid getrieben haben. Die Obduktion von Stella Berger ergibt Tod durch Ertrinken, Gerichtsmediziner Thomas Egger schließt zunächst Fremdeinwirkung aus. Im Mailaccount von Lambeck wird eine Erpressermail gefunden. Allerdings war er zum Todeszeitpunkt von Stella nachweislich in der Klinik und sein Zweithandy, mit dem er mit seiner Geliebten kommuniziert hatte, war bei ihm zu Hause eingeloggt, sodass er nicht mit Stella telefoniert haben kann.
Oberländer verdächtigt daher Susan, die Frau von Prof. Lambeck, die Medikamente von Stella Berger durch Placebos ersetzt und mit einem Anruf in den Suizid getrieben zu haben. Die Videoaufnahmen der Medikamentenausgabe der Klinik wurden gelöscht. Schließlich kann die mutmaßlich gehörlose Trischa aufgefunden werden. Luisa Hoffmann kann mit ihr per Gebärdensprache kommunizieren. Laut Trischa hingen die Fotos der Lambecks vor dem Tod von Koschnik nicht in dem Bauwagen. Der vorübergehend festgenommene Prof. Lambeck muss aufgrund eines negativen DNA-Abgleiches wieder freigelassen werden. Hoffmann nimmt Trisha bei sich zu Hause auf. Dabei stellt sich heraus, dass Trisha in Wahrheit nicht gehörlos ist, sie aber Gebärdensprache beherrscht, weil ihre Eltern gehörlos waren. Trisha gelingt erneut die Flucht und kann später erneut in der Wohnung von Max Kleinert, dem ehemaligen Zimmergenossen von Koschnik im Jugendheim, aufgegriffen werden.
Hoffmann vermutet, dass es möglicherweise gar keine Verbindung zwischen Koschnik und Lambeck gibt und sie diesbezüglich von jemandem in die Irre geführt wurden. Laut Oberländer könnte Hendrik Berger von der Affäre seiner Tochter mit Lambeck gewusst haben. Berger gibt an, bei Prof. Lambeck gewesen zu sein, wo er Ben König, den Freund von Clara Lambeck, gesehen hatte. Die Ermittlungen ergeben, dass es sich bei Ben König in Wahrheit um Max Kleinert, den Bekannten von Trisha, handelt. Koschnik hatte herausgefunden, dass sich Kleinert unter falscher Identität ein neues Leben aufgebaut hatte, und ihn mit diesem Wissen erpresst. Max Kleinert war als Kind als Pflegekind bei den Lambecks, er wurde aber ans Heim zurückgegeben, nachdem Clara zur Welt gekommen war. Hoffmann findet heraus, dass Ben König wollte, dass die Polizei Prof. Lambert aus dem Verkehr zieht, da Lambert gegen die Verbindung von ihm mit seiner Tochter war. Ben König wird wegen Mordes an Koschnik festgenommen.
Micha Oberländer erhält einen Anruf, dass Hannah Zeiler einen tödlichen Motorradunfall hatte.

## Auswertung
In der ZDF Mediathek wurde der Film am 28. Januar 2023 veröffentlicht und einen Tag später auf Flimmit.
Die Erstausstrahlung erfolgte im ORF am 5. Februar und im ZDF am 6. Februar 2023. Die DVD befindet sich seit dem 24. März 2023 im Verkauf.

## Produktion und Hintergrund

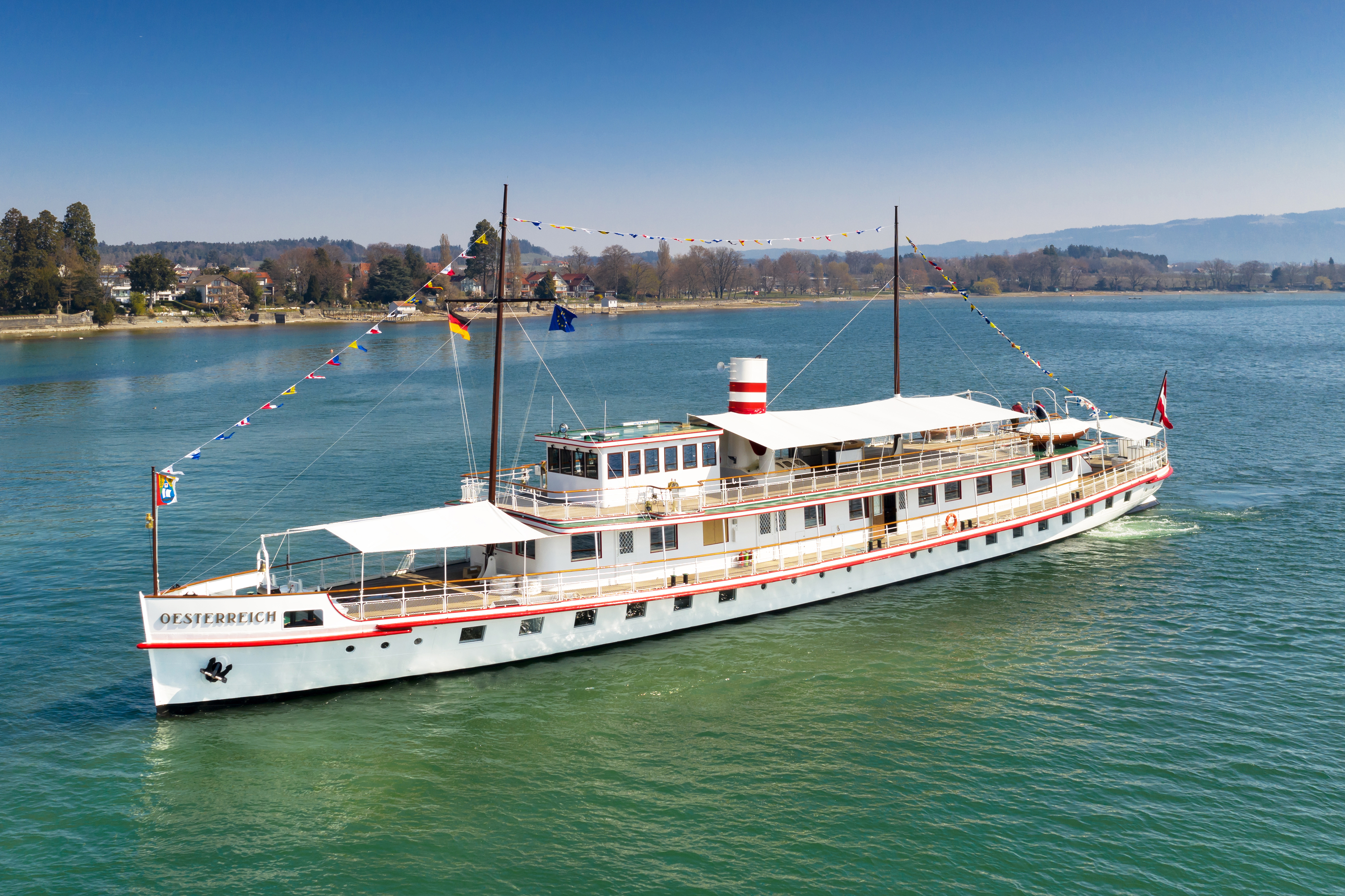
Ein Hauptmotiv in Nemesis: das historische Motorschiff Oesterreich

Die Dreharbeiten fanden gemeinsam mit dem 17. Teil Der Nachtalb von 26. April bis zum 27. Juni 2022 am Bodensee und Umgebung statt.
Als Drehort für die im Film gezeigte Psychiatrische Klinik diente das Gebäude der Stadtverwaltung von Lindau. Das Schiff mit dem die Familie Lambeck auf den Bodensee flüchtet ist die Oesterreich, die in Hard ihren Heimathafen hat.
Produziert wurde der Film von der Graf Filmproduktion GmbH und Rowboat Film- und Fernsehproduktion, beteiligt waren der Österreichische Rundfunk und das Zweite Deutsche Fernsehen. Unterstützt wurde die Produktion durch den Fernsehfonds Austria sowie das Land Vorarlberg.
Die Kamera führte Lukas Gnaiger, die Montage verantwortete Jörg Kroschel und das Casting Judith Limberger. Den Ton gestaltete Hjalti Bager-Jonathansson, das Szenenbild Christine Egger, das Kostümbild Heike Werner und die Maske Birgit Beranek und Tinka Katherina Brand.

### Ausstieg von Nora Waldstätten
Erstmals ermittelt in Nemesis anstelle von Nora Waldstätten die österreichische Schauspielerin Alina Fritsch in ihrer Rolle als Abteilungsinspektorin Luisa Hoffmann. Laut einer Stellungnahme von Waldstätten im Sozialen Netzwerk Instagram erfolgte ihr Ausstieg auf eigenen Wunsch: „Nach neun spannenden und erfolgreichen Jahren ‚Die Toten vom Bodensee‘ habe ich mich entschieden die Krimireihe zu verlassen, weil es für mich einfach Zeit für eine Veränderung war. So entsteht auch wieder Raum für neue Projekte, auf die ich mich sehr freue.“

## Rezeption

### Kritiken
Tilmann P. Gangloff vergab auf tittelbach.tv vier von sechs Sternen und meinte, dass die Geschichte von Nemesis durchaus spannend sei, der Film jedoch vor allem durch die ausgezeichnete Bildgestaltung von Kameramann Lukas Gnaiger imponiere. Das Trio aus Alina Fritsch, Matthias Koeberlin und Hary Prinz erwiese sich als ein gutes für die Zukunft. Zudem hebt er die berührende Gastrolle von Martin Feifel hervor.
Oliver Armknecht vergab auf film-rezensionen.de vier von zehn Punkten. Nemesis bleibe auf dem mäßigen Niveau der Vorgänger. Zwar wage man mit dem Austausch einer der beiden Hauptfiguren einen nötigen Neustart, dieser gelinge allerdings nur bedingt. Einerseits ähnle diese ihrer Vorgängerin zu stark, andererseits sei auch der Kriminalfall als solcher zu uninteressant geraten.
Die Kritiker der Fernsehzeitschrift TV Today bewerteten den Film mit zwei von drei Punkten und fassten mit den Worten Verzwickter Mordfall mit Luft nach oben fürs neue Duo zusammen. Der erste Fall mit neuer Kollegin wirke noch etwas schwerfällig, zudem erscheine diese etwas zu perfekt und ähnele ihrer Vorgängerin im Wesen stark.

### Einschaltquoten
Die Erstausstrahlung im ORF am 5. Februar 2023 erreichte in der Spitze bis zu 878.000 und durchschnittlich 853.000 Zuschauer, der Marktanteil lag bei 29 Prozent. Damit lag der Film hinsichtlich der Anzahl der Zuseher auf dem dritten Rang seit Start der Reihe.
Die deutsche Erstausstrahlung am 6. Februar 2023 im Programm des ZDF wurde von 7,69 Millionen Zuschauern gesehen, der Marktanteil betrug 27,0 Prozent. Dies bedeutet den höchsten erzielten Marktanteil seit Start der Reihe.